# Utkirbek Haydarov
Utkirbek Haydarov (n. 25 ianuarie 1974, Andijan, Uzbekistan) este un boxer ce a reprezentat Uzbekistan, medaliat olimpic. A participat la 2 ediții ale Jocurilor Olimpice (2000, 2004) în care a câștigat o medalie de bronz.